# Will Elder
William "Will" Elder (* 22. September 1921 als Wolf William Eisenberg in der Bronx, New York; † 15. Mai 2008 in Rockleigh, New Jersey) war ein US-amerikanischer Illustrator und Comiczeichner, der durch seine Zeichnungen für das Magazin Mad bekannt ist.

## Leben
Ab dem Ende der 1940er Jahre erstellte Elder zusammen mit Harvey Kurtzman Comiczeichnungen für Prize Comics und andere Magazine. Als Kurtzman 1952 das Mad Magazine gründete, war Elder eines der Gründungsmitglieder. Seine Zeichnungen zeichneten sich durch ausgefallene Hintergrundgags aus, was von späteren Mad-Zeichnern weitergeführt wurde und seither zu einem Markenzeichen von Mad geworden ist. Elder verließ Mad bereits 1957 und arbeitete, erneut zusammen mit Kurtzman, an weiteren Zeitschriften im selben Stil; keine davon hielt sich jedoch lange am Markt. Im Jahr 1962 begann Elder in Zusammenarbeit mit Kurtzman den Comicstrip Little Annie Fanny für das Männermagazin Playboy zu zeichnen.
Elders Werbeentwürfe, Karikaturen, Cartoons und Illustrationen finden sich in den Retrospektiven, Will Elder: The Mad Playboy of Art (Fantagraphics, 2003; ISBN 1-56097-603-9) sowie Chicken Fat von 2006. Eine weitere Zusammenstellung unter dem Titel Humbug, mit Beiträgen nicht nur von ihm, sondern auch Harvey Kurtzman, Jack Davis, Al Jaffee und Arnold Roth erschien 2008.
Elder wurde 2003 in die Comic Book Hall of Fame aufgenommen.